# Елистратов, Александр Викторович
Александр Викторович Елистратов (род. 28 августа 1947, Москва) — советский хоккеист, нападающий.

## Биография
Воспитанник московского «Спартака». Выступал за команды «Спартак» / «Автомобилист» Свердловск (1965/66 — 1969/70), «Химик» Воскресенск (1970/71 — 1971/72), «Сатурн» Раменское (1971/72), «Апатитстрой» Апатиты (1972/73, 1974/75 — 1977/78), СКА МВО (1973—1974), «Сокол» Красноярск (1978/79 — 1981/82).
Серебряный призёр хоккейного турнира зимней Универсиады 1970 года.